# دان کاخلاند
دان کاخلاند (انگلیسی: Daan Kagchelland; ۲۵ مارس ۱۹۱۴ – ۲۴ دسامبر ۱۹۹۸) قایقران قایق بادبانی اهل هلند بود.